# Chaetopleurophora rufithorax
Chaetopleurophora rufithorax är en tvåvingeart som beskrevs av Charles Thomas Brues 1943. Chaetopleurophora rufithorax ingår i släktet Chaetopleurophora och familjen puckelflugor.
Artens utbredningsområde är New York. Inga underarter finns listade i Catalogue of Life.